# Jacob van der Tocht
Jacob van der Tocht (Gouda, circa 1620 - aldaar, 9 december 1680) was burgemeester van de Nederlandse stad Gouda.

## Leven en werk
Mr. Van der Tocht was van 1664 tot 1672 secretaris van Gouda. In 1668 werd hij benoemd tot lid van de Goudse vroedschap. Rond 1672 werd hij als diplomaat belast met het verwerven van bondgenoten voor de Republiek der Zeven Verenigde Nederlanden in Brussel en Berlijn. Een opdracht die hij met succes wist af te ronden. In datzelfde jaar 1672 werd hij burgemeester van Gouda. In 1675 werd hij pensionaris van Gouda. Deze functie vervulde hij tot zijn overlijden in 1680. Daarnaast vervulde hij in Gouda diverse regentenfuncties als tuchthuisvader, sleutelbewaarder, procureur en scholaster. In het jaar voor zijn overlijden werd hij door stadhouder Willem III benoemd tot dijkgraaf van de Krimpenerwaard. Hij werd op 17 december 1680 begraven in de Goudse Sint-Janskerk.
Van der Tocht was in 1672 degene die namens het stadsbestuur van Gouda prins Willem III, nog voor zijn formele benoeming tot stadhouder, tegemoet reed en hem verwelkomde bij zijn voorgenomen bezoek aan Gouda en hem ervan verzekerde dat hij in Gouda "met open armen zou worden ontvangen". De prins kreeg vervolgens een copieuze maaltijd aangeboden in het Herthuis op de Markt van Gouda. Hoewel Van der Tocht een staatsgezinde regent was besloot Willem III om hem als bestuurder van Gouda te handhaven.

## Portret
Zijn portret werd geschilderd door Wallerant Vaillant. Een gravure naar dit schilderij werd in 1794 gebruikt als illustratie in "Byvoegsels en aanmerkingen voor het dertiende deel der Vaderlandsche historie van Jan Wagenaar". Deze afbeelding werd gebruikt door de latere Goudse burgemeester James voor zijn serie getekende portretten van Goudse burgemeesters.